# Boa Vista do Tupim
Pour les articles homonymes, voir Boa Vista (homonymie).
Boa Vista do Tupim est une municipalité brésilienne de l'État de Bahia et la Microrégion d'Itaberaba.